# Bataille d'Arques (1303)
Guerre de Flandre (1297-1305)
Batailles
- Furnes (1297)
- Lille (1297)
- Bruges (1302)
- Courtrai (1302)
- Lille (1302)
- Arques (1303)
- Zierikzee (1304)
- Mons-en-Pévèle (1304)
- Lille (1304)

La bataille d'Arques se déroula le 4 avril 1303, durant la Guerre de Flandre (1297-1305), entre les armées du Comté de Flandre et celles du Royaume de France
Après la bataille des Éperons d'Or le Comté de Flandre est débarrassé de l'occupation française. Le roi de France Philippe le Bel, avide de vengeance, lève une armée sous le commandement de Gaucher de Châtillon, connétable de France. Les Flamands conduits par Guillaume de Juliers marche à sa rencontre. Le 30 août 1302, les deux armées se rencontrent entre Arras et Douai, mais se retirent sans combattre après quelques jours de négociation.
Au printemps 1303, Guillaume de Juliers attaque Arques, faiblement défendue. La garnison française est anéantie et la ville brûle. De Châtillon se précipite aussitôt vers Arques, où les attendent les Flamands. Comme lors de la bataille des Éperons d'Or, Guillaume de Juliers a placé son infanterie en formation en fer à cheval. Pendant des heures, les Français tentent en vain de briser ses rangs, et finissent par se retirer sur Saint-Omer, abandonnant derrière eux de nombreux morts et blessés. Les Flamands sont victorieux mais ont perdu près de 3 000 hommes, aussi ne les poursuivent-ils pas. L'invasion de la Flandre est une nouvelle fois repoussée.
L'année suivante, Philippe le Bel qui a reçu l'aide de Jean Ier de Hainaut, comte de Hollande, prend sa revanche à la Bataille de Zierikzee.